# Фергюсон, Фредерик Эдгар
Фредерик Эдгар Фергюсон (18 августа 1939) — уорент-офицер Армии США в отставке, позднее вступил в Национальную гвардию штата Аризона, где дослужился до майора. За свои действия в ходе Вьетнамской войны удостоился высочайшей американской военной награды — медали Почёта.

## Биография
Вступил в армию США в 1958 в г. Финикс, штат Аризона. 31 января 1968 года шеф уорент-офицер третьего ранга командовал вертолётом UH-1 «Хьюи» в составе роты С, 227-го авиационного батальона, первой кавалерийской (аэромобильной) дивизии. Он добровольно вызвался на опасную задачу и провёл вертолёт через плотный вражеский обстрел для спасения экипажа и пассажиров сбитого вертолёта в г. Хюэ, Южный Вьетнам. 
Кроме медали Почёта Фергюсом был награждён двумя Серебряными звёздами, Бронзовой звездой, медалью ВВС и крестом лётных заслуг.   
Также он стал военным авиатором года премия Комитета братьев Райт авианосца ("Китти Хок"), получил награду президента зала славы авиации армии США и зала славы авиации штата Аризона. Почтовая служба США почтила его и 23 других награждённых медалью Почёта специальной маркой, вышедшим ограниченным тиражом.
Фергюсон служил в Национальной гвардии армии штата Аризона, дослужившись до звания майора, прежде чем вернуться в звание уорент-офицера, чтобы продолжить обучение на вертолёте UH-1.
С 2000 года Фергюсон занимает пост заместителя директора управления по делам ветеранов штата Аризона.

## Наградная запись к медали Почёта
За выдающуюся храбрость и отвагу, проявленные в бою с риском для жизни при выполнении  перевыполнении долга службы. Шеф уорент-офицер (CWO) армии  США Фергюсон отличился в ходе службы командиром вертолёта снабжения. Получив экстренный вызов от раненых пассажиров и экипажа сбитого вертолёта, попавшего под мощную атаку в контролируемом противником городе Хюэ Фергюсон без колебаний вызвался на миссию по эвакуации. Не взирая на предупреждения для всех летательных аппаратов держаться вдали от области из-за плотного зенитного огня CWO Фергюсон повёл вертолёт на небольшой высоте вдоль Ароматной реки к небольшому изолированному строению южновьетнамской армии, где нашли убежище пассажиры и экипаж сбитого вертолёта. Хладнокровно и умело удерживая свой курс под плотным вражеским огнём с близкого расстояния из захваченных врагом строений и лодок он продемонстрировал превосходное лётное мастерство и упорство в достижении цели посадив свой вертолёт на очень ограниченной площадке в слепящем облаке пыли под сильным минометным и стрелковым огнем.. Хотя вертолёт был сильно повреждён осколками мины в ходе погрузки раненых CWO Фергюсон, не взирая на повреждения, под продолжающимся плотным миномётным обстрелом повёл свой искалеченный вертолёт по пройденному ранее маршруту и возвратил раненых пассажиров в контролируемую союзниками область. Своей необычайной решимостью CWO Фергюсон спас жизни пятерых своих товарищей, поддержал своими действиями высочайшие традиции военной службы и принёс великую честь себе и армии США.         
Оригинальный текст (англ.)
For conspicuous gallantry and intrepidity in action at the risk of his life above and beyond the call of duty. CWO Ferguson, U.S. Army distinguished himself while serving with Company C. CWO Ferguson, commander of a resupply helicopter monitoring an emergency call from wounded passengers and crewmen of a downed helicopter under heavy attack within the enemy-controlled city of Hue, unhesitatingly volunteered to attempt evacuation. Despite warnings from all aircraft to stay clear of the area due to heavy antiaircraft fire, CWO Ferguson began a low-level flight at maximum airspeed along the Perfume River toward the tiny, isolated South Vietnamese Army compound in which the crash survivors had taken refuge. Coolly and skillfully maintaining his course in the face of intense, short range fire from enemy occupied buildings and boats, he displayed superior flying skill and tenacity of purpose by landing his aircraft in an extremely confined area in a blinding dust cloud under heavy mortar and small-arms fire. Although the helicopter was severely damaged by mortar fragments during the loading of the wounded, CWO Ferguson disregarded the damage and, taking off through the continuing hail of mortar fire, he flew his crippled aircraft on the return route through the rain of fire that he had experienced earlier and safely returned his wounded passengers to friendly control. CWO Ferguson's extraordinary determination saved the lives of 5 of his comrades. His actions are in the highest traditions of the military service and reflect great credit on himself and the U.S. Army.
— 